# Trophy Wife

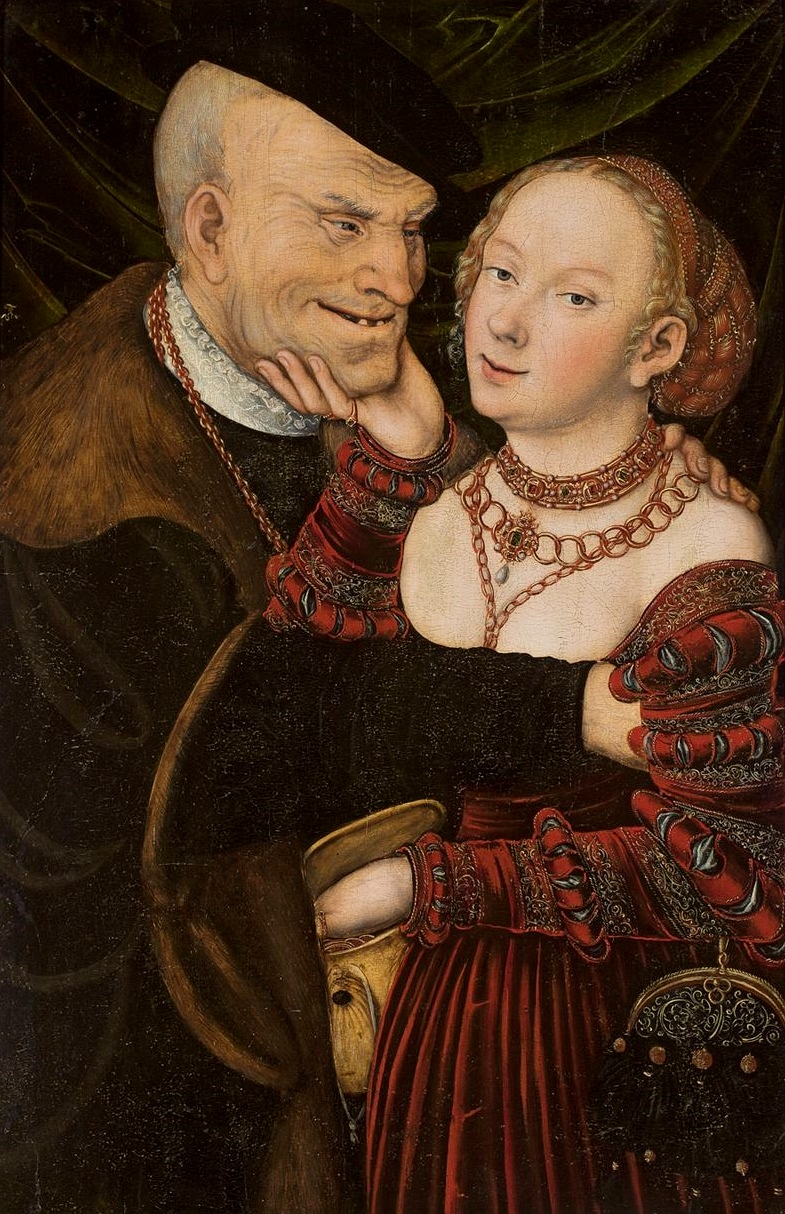
Das ungleiche Paar, von Lucas Cranach (um 1550), Nationalmuseum in Warschau

Trophy Wife (zu Deutsch etwa „Trophäenfrau“, „Beutefrau“ oder seltener „Trophäenweibchen“) ist ein auch abwertend gebrauchter Begriff für eine in der Regel gutaussehende junge Frau, die einen älteren, erfolgreichen und gut situierten Mann heiratet und für ihn eine Art Statussymbol darstellt. 
Seit 2013 gibt es eine gleichnamige Sitcom, die sich mit der Thematik aus Sicht der jüngeren Frau beschäftigt.

## Hintergrund
Die Attraktivität eines Partners wird in der empirischen Verhaltensbiologie anhand des Partnermarktwertes bestimmt. Empirische Studien stellen das Einkommen als einen von mehreren Faktoren der Attraktivität eines Partners dar. 
Größere Altersunterschiede in einer Beziehung setzen voraus, dass einer der Lebenspartner über eine größere Lebenserfahrung verfügt als der andere Partner. Dem entsprechen häufig die Unterschiede bei den erreichten Erfolgen.

## Kritik am Phänomen des Trophy Partners
Im mittleren Lebensalter suchen sich Männer mit einem entsprechenden Partnermarktwert jüngere Frauen, die aber auch oft im Verdacht stehen, hauptsächlich an seinem Erfolg, Geld und Einfluss interessiert zu sein. Im Englischen wird der Begriff gold digger verwendet, um Frauen oder auch Mädchen zu beschreiben, die bewusst einen wohlhabenden Mann suchen.
Mit einem Altersunterschied von 63 Jahren wird die Hochzeit zwischen dem ehemaligen Playmate Anna Nicole Smith und dem Ölmilliardär James Howard Marshall als außergewöhnliches Beispiel einer solchen Beziehung gesehen. Zum Zeitpunkt der Heirat war Marshall 89 und Smith 26 Jahre alt.

## Kritik am Begriff der Trophy Wife
Die menschliche Partnerwahl wird durch eine Vielzahl von Faktoren geprägt. Es gibt ebenso erfolgreiche Frauen mit deutlich jüngeren Partnern. Derartige Beziehungen wurden in früheren Zeiten wegen ihrer geringeren sozialen Akzeptanz häufiger geheim gehalten. Heutzutage wird gesellschaftlich jedoch weitgehend akzeptiert, wenn insbesondere erfolgreiche Frauen deutlich jüngere Partner haben.